# HD 81830
HD 81830，又名CP-61 1271，SAO 250575、HR 3752，是一颗恒星，视星等为5.77，位于銀經281.11，銀緯-8.16，其B1900.0坐标为赤經9h 22m 57.8s，赤緯-61° -8.16′ 8″。